# Randi Mondorf

## Randi Mondorf
Randi Mondorf (født 27. juni 1961) er en dansk politiker for Venstre og medlem af Regionsrådet i Region Hovedstaden. Hun har desuden en mangeårig tilknytning til kommunalpolitik i Rudersdal Kommune og har siddet i en række offentlige og internationale bestyrelser.

### Baggrund og uddannelse
Mondorf er uddannet cand.merc. fra Copenhagen Business School i 1987. Senere har hun suppleret med en master i Management Development (2016) samt en bestyrelsesuddannelse på CBS (2020). Hun har også gennemført uddannelse som executive coach og i personlig ledelsesudvikling.

### Politisk virke
Mondorf blev i 2010 valgt til kommunalbestyrelsen i Rudersdal Kommune, hvor hun gennem årene har været formand for flere politiske udvalg, herunder udvalget for børn og skole, erhvervsudvalget og udvalget for ældre og socialområdet. I 2014 blev hun valgt til Regionsrådet i Region Hovedstaden og har siden været medlem af Forretningsudvalget samt formand for byggeudvalget for Herlev Hospital. Hun er desuden gruppeformand for Venstre i regionsrådet.
Hendes politiske arbejde har bl.a. været præget af fokus på sundhedsplanlægning, klima og regional udvikling.

### Internationale og organisatoriske tillidshverv
Siden 2010 har Mondorf været medlem af Kongressen i Europarådet, hvor hun har deltaget i valgobservationer og monitoreringsbesøg i en række lande. Hun er formand for Mercy Ships Danmark og har siddet i bestyrelsen for Copenhagen Capacity og Greater Copenhagen, organisationer der arbejder for international tiltrækning og grænseoverskridende samarbejde.

### Tidligere erhverv
Mondorf har tidligere arbejdet som managementkonsulent i London, projektleder i Hafnia Forsikring og SAS Airlines samt som ekstern underviser på CBS. Hun har også boet og arbejdet i Schweiz, England og Chile.

### Privatliv
Mondorf bor i Rudersdal Kommune og har tre voksne børn. I fritiden dyrker hun blandt andet løb og kajak og er engageret i natur og madlavning.